# Büllingen
Büllingen (en francés: Bullange y en Valón: Bollindje) es una de las comunas germanófonas de Bélgica, localizada en la provincia de Lieja, en el arrondissement de Verviers, en Valonia.

## Geografía
Se encuentra ubicada al este del país en la région natural Hautes Fagnes y cerca de la frontera con Alemania y esta bañada por el río Warche. En el municipio se encuentra Krewinkel, el punto más oriental de toda Bélgica, también se localiza Mürringen, el poblado más elevado de toda Bélgica y el segundo punto más alto detrás de la Signal de Botrange, también localizada en Lieja.

### Secciones del municipio
El municipio comprende los antiguos municipios, que se fusionaron en 1977:
| - Büllingen - Manderfeld - Rocherath |

### Pueblos y aldeas del municipio
Mürringen, Hünningen, Honsfeld, Krinkelt, Wirtzfeld, Afst, Allmuthen, Berterath, Buchholz, Hasenvenn, Hergersberg, Holzheim, Hüllscheid, Igelmonder Hof, Igelmondermühle, Kehr, Krewinkel, Lanzerath, Losheimergraben, Merlscheid, Weckerath, Andlermühle, Eimerscheid y Medendorf.

## Demografía

### Evolución
Todos los datos históricos relativos al actual municipio, el siguiente gráfico refleja su evolución demográfica, incluyendo municipios después de efectuada la fusión el 1 de enero de 1977.